# Marcin Kalinowski (1605-1652)
Marcin Kalinowski (né en 1605, mort en 1652), membre de la noble famille polonaise Kalinowski, hetman de la Couronne, voïvode de Czernihów (1635).

## Biographie
Marcin Kalinowski est le fils de Walenty Aleksander Kalinowski (pl), mort en 1620 à la bataille de Țuțora, et d'Elżbieta Struś. Il étudie d'abord en Pologne et poursuit ses études à l'université de Louvain. Sa fortune personnelle lui permet de lever sa propre armée privée avec laquelle il réprime les émeutes cosaques et les raids Tatars.
En 1635, Kalinowski devient le premier voïvode de voïvodie de Czernihów. En 1646, il est nommé hetman de la Couronne. Pendant le soulèvement de Khmelnytsky, il est capturé par les Tatars à la bataille de Korsoun en 1648 et libéré contre rançon en 1650. Le 12 mai 1651, il commande l'armée polonaise victorieuse à la bataille de Kopyczyńce (en) contre les forces cosaques et tatares sous chef d'Asand Demka. Il commande ensuite l'aile droite de l'armée polonaise à la bataille de Berestechko.
À la mort du grand hetman Mikołaj Potocki, son adversaire politique et personnel, Marcin Kalinowski conduit les opérations militaires en Ukraine. À la bataille de Batoh (en), son armée est encerclée. Le 2 juin 1652, dernier jour de la bataille, les Cosaques et les Tatars incendient le camp polonais. Kalinowski parvient à s'échapper, mais il est rattrapé quelques kilomètres plus loin et exécuté. Les meilleurs éléments de l'armée polonaise sont faits prisonniers et aussitôt massacrés.

## Mariage et descendance
Marcin Kalinowski épouse Helena Korecka qui lui donne un fils :
- Samuel Kalinowski (pl), officier de cavalerie, mort avec son père à la bataille de Batoh (en).

## Références

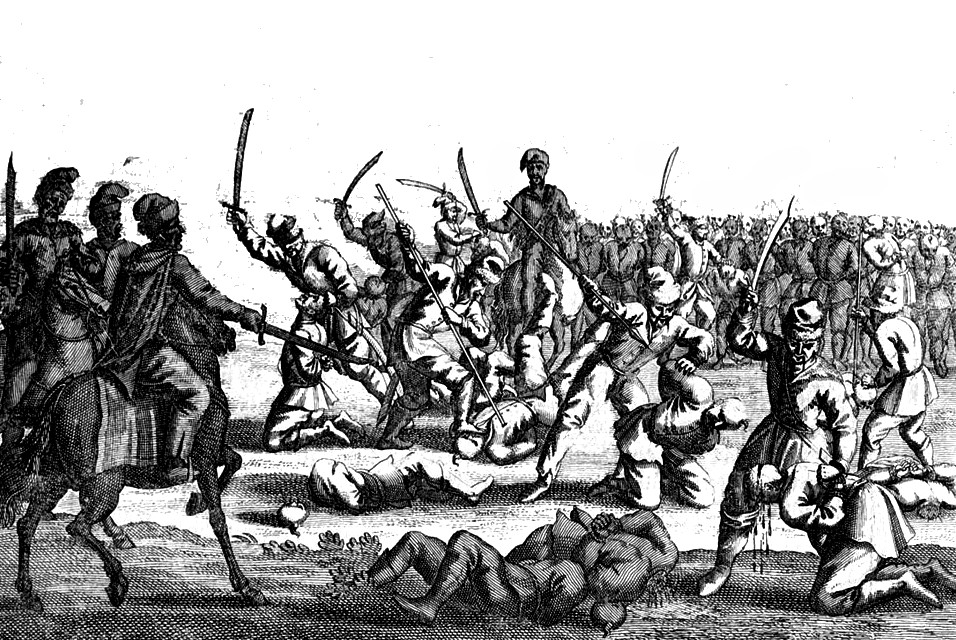
Massacre des prisonniers polonais à la bataille de Batoh

## Sources
- Notices d'autorité :   - VIAF
  - Pologne
  - NUKAT

- (en) Cet article est partiellement ou en totalité issu de l’article de Wikipédia en anglais intitulé « Marcin Kalinowski » (voir la liste des auteurs).

- (pl) Cet article est partiellement ou en totalité issu de l’article de Wikipédia en polonais intitulé « Marcin Kalinowski (hetman) » (voir la liste des auteurs).